# Fergie
Stacy Ann Ferguson (Hacienda Heights, California, 27 de marzo de 1975), conocida profesionalmente como Fergie, es una cantante, compositora, rapera y actriz estadounidense. Formó parte del grupo femenino Wild Orchid y del grupo de hip hop Black Eyed Peas. Actualmente trabaja en solitario. Aparte de sus dos principales grupos artísticos, Fergie también es bailarina, actriz de doblaje, modelo, diseñadora de moda, productora musical, socialite y filántropa.
Fergie es conocida principalmente por su carrera musical, la cual la convirtió en una de las cantantes más influyentes y comercialmente exitosas en la historia del Pop según Billboard. Además de en la música, Fergie ha demostrado talento en la moda, sacando su propia línea de ropa y su propia fragancia, Outspoken de Avon.

## Biografía
Fergie nació el 27 de marzo de 1975 en Hacienda Heights, California,  hija de Terri (de soltera Gore) y Jon Patrick Ferguson.  Tiene una hermana menor llamada Dana Ferguson; su ascendencia incluye inglesa, irlandesa, mexicana y escocesa.  Ferguson se crio en la fe católica y asistió a la escuela secundaria Mesa Robles y a la escuela secundaria Glen A. Wilson.  Fue animadora, estudiante con excelentes calificaciones, campeona del concurso de ortografía y Girl Scout.

## Inicios
Fergie estudió danza y comenzó a hacer trabajos de doblaje prestando su voz a Sally, en los dibujos animados Charlie Brown y Snoopy, emitidas en 1983. Destacan dos películas de esta serie de animación donde Fergie ponía la voz de Sally: It's Flashbeagle, Charlie Brown (1984) y Snoopy's Getting Married, Charlie Brown (1985). En 1984, tras protagonizar un anuncio televisivo para Rice Krispies, presentó el programa musical para televisión Kids Incorporated. En él participaron futuras estrellas como Jennifer Love Hewitt y Martika, fue un éxito y logró altos índices de audiencia en las mañanas de los sábados. En ese programa, fue donde Fergie dio sus primeros pasos en el mundo de la música. En 1986, trabajó en la película Monster in the Closet, y en más programas de televisión como Kids Incorporated: Chartbusters y Kids Incorporated: Rock In the New Year. Siempre con la música como principal objetivo, Fergie se unió a Stefanie Ridel y a su compañera de trabajo en Kids Incorporated, Renee Sandstrom, para formar la banda Wild Orchid. En 1999, la banda emite su propio programa todos los sábados por la mañana en el canal FOX Family. El grupo lanzó su primer álbum en 1997, con la compañía discográfica RCA, autotitulado Wild Orchid. Un año después, lanzaron su segundo álbum, Oxygen. El sencillo Declaration obtuvo un éxito notable, y formó parte de la banda sonora de un episodio de la serie de los noventa Beverly Hills, 90210. En 2001, Wild Orchid se desintegra por problemas con la discográfica, que se opone completamente al lanzamiento del tercer álbum del grupo. Como consecuencia, Fergie sufrió una crisis emocional por la que tuvo que recibir terapia. Durante los años siguientes, continuó actuando como bailarina, o formando parte de coros en numerosos conciertos.

## Black Eyed Peas
Tras la decepción sufrida con la disolución de su antiguo grupo, Ferguson conoció a will.i.am, integrante de Black Eyed Peas. Fergie y will.i.am se reunieron varias veces y la cantante fue invitada a unirse al grupo y grabar un álbum. Tras cinco canciones que consiguieron convencer a los miembros del grupo, los Black Eyed Peas decidieron que Fergie debía ser uno de ellos. Los Black Eyed Peas habían comenzado su andanza en el mundo de la música en 1989, bajo el nombre de Atban Klan, y con solo dos integrantes: Will.i.am y apl.de.ap. Decidieron cambiar el nombre del grupo en 1995, cuando Taboo y Kim Hill se unieron al grupo.

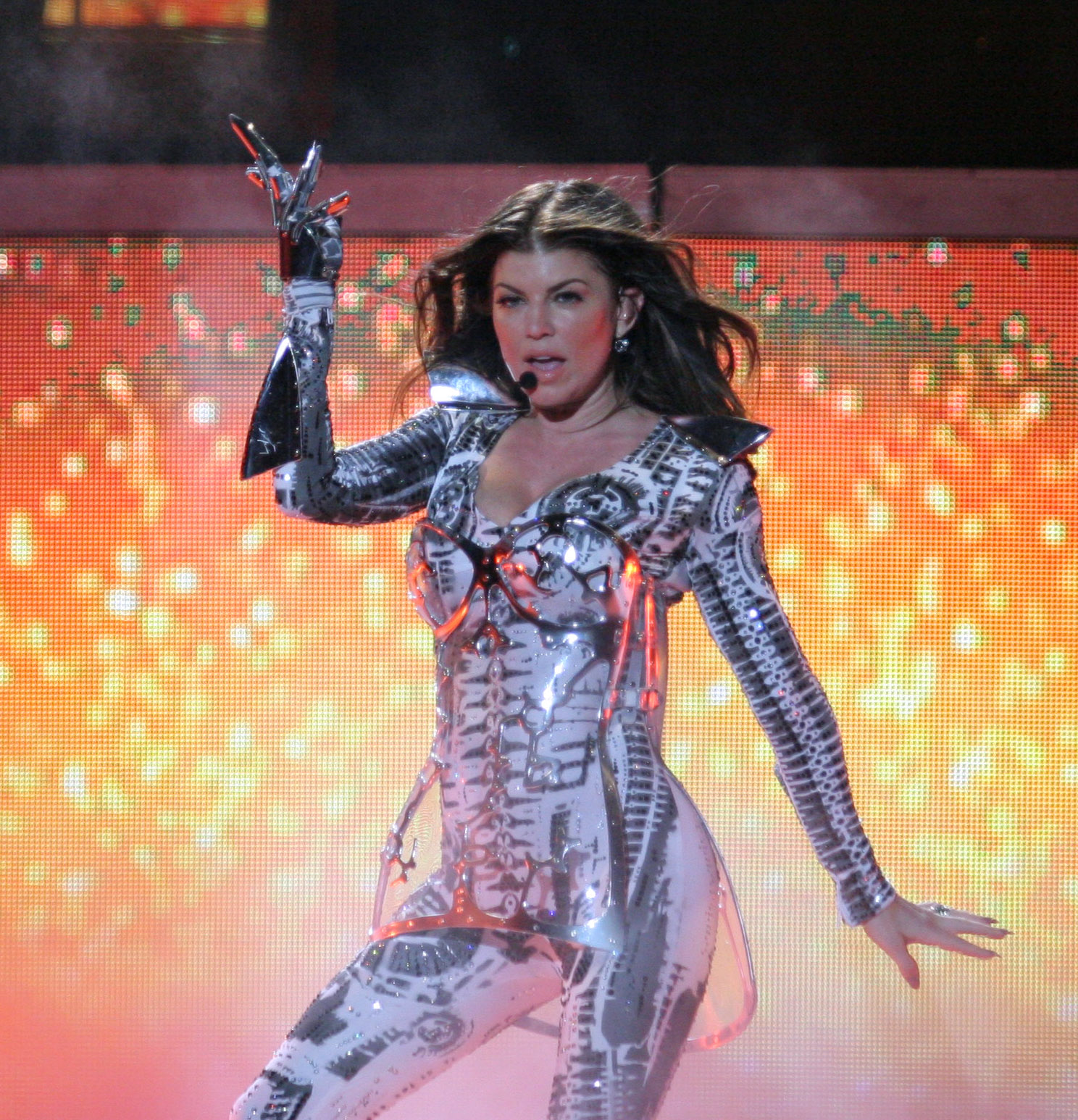
Fergie con Black Eyed Peas en un concierto en Jacksonville, Florida, en febrero de 2010.

En 1998, lanzaron su primer álbum, titulado Behind The Front y, en 2000, lanzaron Bridging the Gap. Aunque su estilo musical era un éxito y colaboraron con grandes estrellas como Macy Gray y Wyclef Jean, las relaciones entre los miembros del grupo comenzaron a deteriorarse y Kim Hill dejó la banda.
En 2003 graban su tercer álbum, Elephunk, donde ya contaban con Fergie, y consiguen el éxito mundial, el cual ha vendiendo más de 10 millones de copias. Y con singles de gran éxito que se han convertido en parte de la cultura pop tales como: Where Is the Love?, Shut Up, Hey Mama, Let's Get It Started y la combinación de funk, jazz y hip-hop, que resulta novedosa en el panorama musical de la época. Este álbum les dio su primera nominación en los premios Grammy.
Comentó Fergie en una entrevista:

"Un mexicano, un filipino, un negro y una rubia. ¡Somos el sueño de Benetton hecho realidad!".

Tras el éxito de Elephunk llegó Monkey Business, donde la banda contó con la participación del célebre padrino del soul James Brown y la banda vuelve a los primeros puestos con el éxito del primer sencillo, Don't Phunk with My Heart seguido de los sencillos Pump It, Don't Lie y al éxito internacional My Humps.
Este álbum les concedió los premios al mejor grupo de R&B y de hip-hop y al mejor álbum de hip-hop por Monkey Business, entregados por los American Music Awards, premios concedidos por votación popular. Además este exitoso álbum les entregó 3 premios Grammy durante tres años consecutivos, 2005, 2006 y 2007, respectivamente.

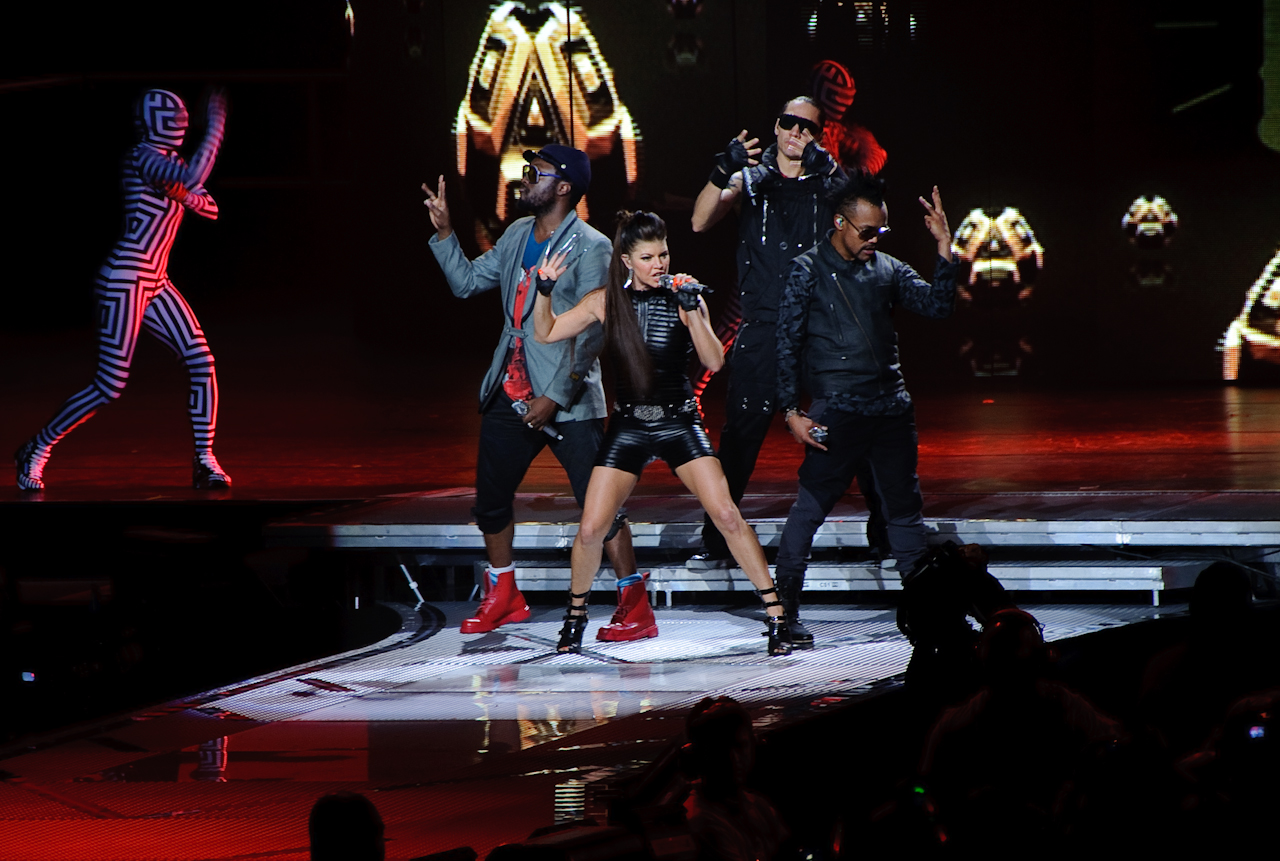
Fergie y sus compañeros de Black Eyed Peas en un concierto en 2010.

En 2006, la cantante anunció que iba a comenzar su carrera en solitario, así como los demás componentes de la banda, pero sin abandonar Black Eyed Peas. El rumor de que la formación californiana se disolvería era cada vez mayor, pero Fergie lo desmintió y aseguró que volverían a grabar un nuevo álbum.
Luego de su gran éxito como solista y ya con una carrera consolidada como artista femenina en la industria musical, Fergie y los demás componentes de B.E.P, volvieron a unir fuerzas para crear así, The E.N.D, un exitoso disco electro-hop que les dio su primer #1 en la lista Billboard Hot 100, Boom Boom Pow, y que hasta la fecha había sido su sencillo con mayor éxito a nivel mundial. Sin embargo la época de gloria estaba simplemente empezando; tras estar durante 12 semanas consecutivas en el top de la lista, apareció el himno de las fiestas actuales a quitarle su trono, I Gotta Feeling; la canción se convirtió en el mayor éxito de la banda.
Luego de haberse embarcado por una gira que logró vender todas las entradas en todos los estadios donde Fergie y compañía hacían presencia, B.E.P, decidió lanzar al mercado, The Beginning, una secuela de su anterior disco y aunque con un éxito menor que el de su producción anterior, Black Eyed Peas se ha consolidado como uno de los mayores artistas en ventas musicales de los tiempos contemporáneos.
En 2017 la cantante anunció su salida del grupo para centrarse en su carrera musical y otros proyectos.

## Carrera en solitario

### 2006-2008:The Dutchess
El 19 de septiembre de 2006 salió a la venta el primer disco en solitario de Fergie, titulado The Dutchess, donde contó con las colaboraciones de will.i.am, Ludacris y John Legend.
En su disco, Fergie trata temas como su pasado con la adicción a las drogas. Asegura que es autobiográfico.
La artista consiguió colocar cuatro canciones en el número uno del Billboard Hot 100 con sus sencillos: "London Bridge", "Fergalicious", "Glamorous" y "Big Girls Don't Cry". Además, su sencillo "Fergalicious" esta en el libro de récords Guinness World Records; por la subida más rápida de una canción en la lista Billboard (de #79 a #1 en 4 días). "Clumsy" fue su último sencillo, el cual llegó al quinto puesto en el Billboard. Cada sencillo de Fergie logró vender más de 2,000,000 de copias, lo que junto a los sencillos de Black Eyed Peas, convirtió a Fergie en la artista con más singles vendidos de forma legal.
Después de la promoción de su disco, Fergie fue una de las artistas principales del concierto Fashion Rocks, que se celebró en Nueva York, y que cuenta además, con diversos artistas cada año. En el realizó dúos con Elton John, Aerosmith, y también con Debbie Harry, la legendaria exvocalista del grupo Blondie.
La cantante también hizo una edición de lujo del mismo, The Dutchess: Deluxe Edition, y una edición especial para Japón, con una nueva portada y cuatro canciones nuevas.
En 2007, Fergie hizo una colaboración con uno de los mayores exponentes del JPop: Koda Kumi, la canción titulada "That Ain't Cool". El videoclip fue dirigido por Fatima Robinson, la misma directora de vídeos como "My Humps" y "Fergalicious".

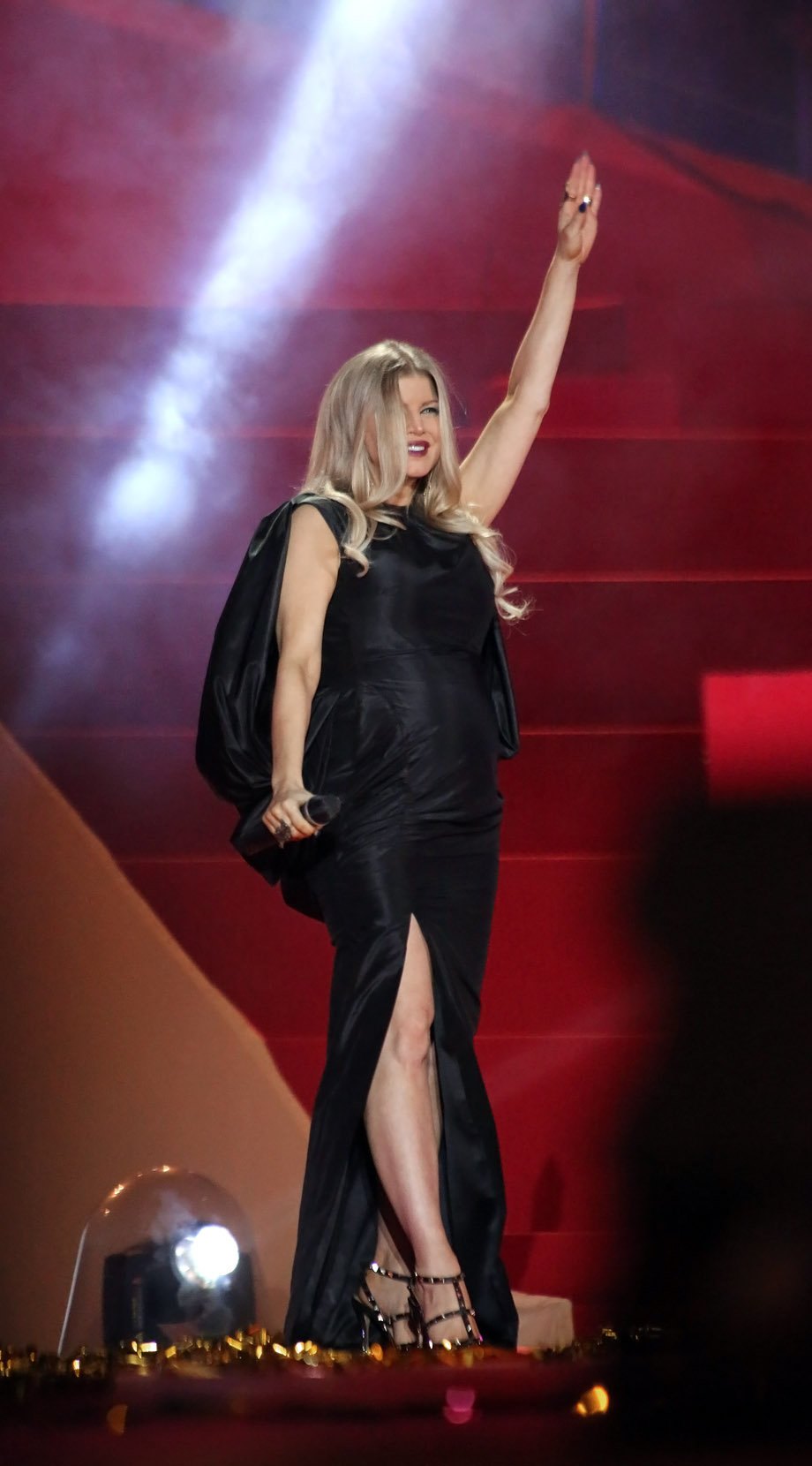
Fergie representando a la Fundación para la Investigación sobre el SIDA durante el evento Life Ball (2013).

Igualmente, Fergie realizó un dúo con el cantante Michael Jackson. La vocalista de los Black Eyed Peas se sumó a la lista de celebridades que participaron de la celebración del 25 aniversario de “Thriller”, reedición del álbum que lanzó al estrellato a Michael Jackson. "Beat It 2008", fue el tema elegido por Fergie, quién ha logrado imprimir su sello personal en la canción que fue revelada en el lanzamiento de la producción Thriller 25th Anniversary Edition, el 11 de febrero de 2008. El disco se lanzó en dos ediciones: una estándar, con un libro de 20 páginas; y otra de edición limitada, con un libro de 48 páginas. Entre los cantantes que participaron de esta presentación de lujo también figuran también Paul McCartney, Kanye West, Akon y su compañero de grupo y productor del CD will.i.am.
En septiembre de 2008, Fergie grabó junto a otras trece cantantes la canción "Just Stand Up". Las catorce cantantes interpretaron el tema el 5 de septiembre de 2011 en el maratón Stand Up to Cancer y los beneficios obtenidos fueron destinados a una organización de lucha contra el cáncer de mama. En su ayuda filantrópica, Fergie decide participar junto a su compañero de banda Will.i.am en la versión de la canción "We Are the World" para las víctimas del terremoto de Haití.

### 2009-2012: Éxito continuo con Black Eyes Peas
Para principios de 2009, Fergie y el grupo abandonaron A&M Records; ambos permanecieron con Interscope Records. El quinto álbum de estudio del grupo, The E.N.D («La energía nunca muere»), salió a la venta el 9 de junio de 2009. El sonido general del álbum tiene un ritmo más electro hop en lugar del habitual hip pop/R&B de sus álbumes anteriores. En su primera semana, el álbum vendió 304.000 copias y debutó en el número 1 del Billboard 200.  En marzo de 2009 lanzaron «Boom Boom Pow» como single principal de su quinto álbum, The E.N.D. En marzo de 2011, el álbum había vendido más de 3.000.000 de copias solo en Estados Unido. En Francia, el álbum tuvo mucho éxito  pasó 55 semanas en el top 10, con 11 en el número 1. Posteriormente lanzaron un segundo sencillo del álbum, «I Gotta Feeling», que resultó ser un éxito aún mayor que el primero: pasó del número dos detrás de «Boom Boom Pow» al primer puesto en julio, y se mantuvo durante 14 semanas consecutivas en el número uno del Billboard Hot 100, la estancia más larga en la cima de 2009. Los dos éxitos consecutivos mantuvieron a Black Eyed Peas en la cima durante 26 semanas consecutivas, desde el 18 de abril hasta el 16 de octubre. Fergie compró una participación en los Miami Dolphins en 2009, y ha actuado en numerosas ocasiones en los partidos de fútbol del equipo.
En septiembre de 2009, el grupo se embarcó en la gira «The E.N.D. World Tour», con la que visitó Japón, Tailandia, Malasia, Australia y Nueva Zelanda. En octubre de 2009, también fueron los teloneros de 5 conciertos de la etapa norteamericana de la gira «U2 360° Tour». El grupo actuó en los Grammy el 31 de enero de 2010. Interpretaron un mash-up de «Imma Be»/«I Gotta Feeling». Ganaron 3 de los 6 premios a los que estaban nominados, incluyendo Mejor Álbum Vocal Pop por The E.N.D., Mejor Interpretación Vocal Pop por un Grupo por «I Gotta Feeling» y Mejor Vídeo Corto por «Boom Boom Pow». El 27 de julio de 2010, los Black Eyed Peas publicaron un álbum de remezclas: The E.N.D. Summer 2010 Canadian Invasion Tour: Remix Collection. Se puso a la venta en iTunes sólo en Canadá, durante la etapa canadiense de la gira mundial The E.N.D. World Tour. También incluye una remezcla de «Let's Get It Started» de Elephunk, que también se incluyó como tema extra en la edición de lujo de The E.N.D... En mayo de 2010 lanzó su primera fragancia, Outspoken, bajo la marca Avon. Su interpretación de Gimme Shelter con Mick Jagger y U2 en el 25 aniversario del Salón de la Fama del Rock and Roll en 2010 tiene más de 13 millones de visitas.

### 2016-2018: Segundo álbum de estudioDouble Dutchess
En septiembre de 2014, se anunció que el segundo álbum de estudio de Ferguson se había programado para lanzarse definitivamente en 2015. Make Will Made It estaría detrás de la producción también, según los rumores. El 10 de noviembre de 2014 se lanzó el que parecía ser el primer sencillo de su nuevo álbum. El sencillo, que lleva por nombre «L.A. Love (La La)», marcaba así su regreso a la música después de 8 años. Meses más tarde, se informó que el nuevo disco se llamaría Double Dutchess y que sería lanzado en 2016.
Con la vuelta a los escenarios de Fergie en el Rock In Rio de Lisboa, se lanzaron algunos adelantos de un nuevo tema titulado «Hungry», probablemente incluido en el nuevo disco. El primer sencillo del álbum Doble Dutchess, titulado «Milf Money» (estilizado como M.I.L.F. $) fue lanzado en Apple Store el 30 de junio de 2016. El vídeo fue grabado en mayo y contaría con la participación de otras artistas como Kim Kardashian o Ciara. El segundo sencillo del álbum tiene por nombre "Life Goes On" y fue lanzado al mercado internacional el 11 de noviembre de 2016. Double Dutchess se  publicó finalmente el 22 de septiembre de 2017. El 18 de febrero de 2018, will.i.am confirmó la salida de Fergie de la banda en una entrevista con el Daily Star. En el All-Star Game de la NBA 2018, Fergie interpretó una controvertida interpretación de «The Star-Spangled Banner», que People describió como una «interpretación jazzística ralentizada» y Deadline informó de que era «de blues» y «susurrante». Más tarde reconocería que «claramente esta interpretación no alcanzó el tono deseado». En 2018, Fergie presentó la serie de concursos de canto The Four: Battle for Stardom, que se emitió durante dos temporadas en Fox. En septiembre de 2018, Fergie volvió a grabar el tema «Feel It» de The Wendy Williams Show para celebrar la décima temporada del programa.

### 2019-presente: Incursión en el mundo de negocios
En marzo de 2019, Fergie visitó Toronto, Ontario, Canadá para promocionar sus dos líneas de calzado, Fergalicious by Fergie y Fergie Footwear, que se pusieron a la venta en los grandes almacenes canadienses de artículos de lujo Hudson's Bay en octubre de 2015. Fergie Footwear es una línea de lujo, que se vende en grandes almacenes de lujo como Nordstrom, mientras que Fergalicious by Fergie se vende a un precio más bajo en puntos de venta como las tiendas Famous Footwear.
En 2020, Fergie y la bodega de su padre Pat Ferguson, Ferguson Crest, fundada en 2006, sacaron al mercado tres nuevos vinos llamados 2012 Syrah, 2012 Fergalicious y 2013 Viognier, bautizados con nombres de letras de canciones de Fergie y Black Eyed Peas.
La canción del rapero Jack Harlow «First Class», número uno en la lista Billboard Hot 100 y lanzada en abril de 2022, samplea la canción de Fergie «Glamorous». Variety informó de que tras el lanzamiento del single de Harlow, «Glamorous» tuvo un aumento del 70% en streams y del 125% en ventas digitales de la canción.104] Harlow y Fergie abrieron los MTV Video Music Awards de 2022 con una actuación en directo de «First Class», que supuso su primera actuación televisada en cuatro años. New York Post la calificó como una de las mejores actuaciones de la noche.

## Arte

### Estilo
Fergie no se considera una rapera. En una entrevista de 2006 con Rolling Stone, Fergie dijo de su estilo vocal: «Me encanta imitar instrumentos, a veces no se entiende lo que digo porque busco un sonido instrumental. Arruinaría el sonido si pronunciara  correctamente". Cita a Selenacomo su primera influencia. Roxanne Shante, Monie Love, Salt-N-Pepa y J. J. Fad son artistas a los que admira, y The Dutchess les rinde homenaje. En una entrevista con Entertainment Tonight, dijo que Beyoncé fue una gran influencia para su álbum Double Dutchess. Otras influencias para su segundo disco son Amy Winehouse, Jhené Aiko, Ed Sheeran, Robert Plant y Guns N' Roses.
Fergie ha recibido atención por su trabajo con Black Eyed Peas y por su música en solitario. Leah Greenblatt, de Entertainment Weekly, dijo que, con The Dutchess, «se ha ganado su independencia de Black Eyed Peas, y quizá incluso su nuevo título real». Retrospectivamente, Jason Lipshutz, de Billboard, dijo de Fergie que era «una artista femenina intrépidamente individual que se había estado escondiendo a plena vista. [...] Fergie merece un elogio retroactivo por una primera mirada sin concesiones" Con el lanzamiento de Double Dutchess, Allan Raible, de ABC News, escribió: “En solitario, Fergie sigue siendo una artista versátil y emocionante, que consolida aún más su creciente influencia como artista”.  Tara Joshi, de The Guardian, coincidió al considerar a Fergie “realeza del pop”.
En un artículo retrospectivo de Paper en el que se analizaba su imagen, Katherine Gillespie la definió como una «estrella del pop imperfecta» que «consiguió superar estas circunstancias fabricadas y establecer un personaje único sobre el escenario que se basaba en la moda tanto como en la música para transmitir su mensaje. [...] Apareció en las columnas de los peor vestidos, pero también inspiró a millones de niños de 14 años a gastar sus mesadas en pantalones cargo. Eso sí que es influencia".
Entre los artistas que han recibido influencias de Fergie se encuentran Ariana Grande y Jack Harlow.[155] La canción de Harlow «First Class», número uno del Billboard Hot 100 y publicada en abril de 2022, samplea la canción de Fergie «Glamorous».

## Carrera fuera de la música
Fergie ha podido combinar su carrera musical con su trabajo como actriz, participando en películas como Be Cool (2005) o Poseidón (2006).
Quentin Tarantino y Robert Rodriguez también contrataron a la cantante californiana para Grindhouse. La película se divide en dos entregas (cada una de 75 minutos) dirigidas una por Tarantino y la otra por Rodriguez. Robert contrató a Fergie para un papel secundario en su metraje Planet Terror.

## Vida personal
Fergie conoció al actor Josh Duhamel durante las grabaciones de un capítulo de la serie Las Vegas, la cual protagonizaba Duhamel. Después de varios años de noviazgo, se casaron en 2009. El 18 de febrero de 2013, Fergie confirma su primer embarazo por medio de su cuenta de Twitter. El 29 de agosto, dio a luz a hijo, Axl Jack Duhamel. La pareja se separó en 2017, aunque no se hizo oficial hasta dos años más tarde.
En 2013, Fergie construyó una casa en Solvang, California, que fue vendida en 2023. Su casa en Brentwood, Los Angeles se salvó gracias a los bomberos de los incendios forestales de 2025 en California.

## Discografía
Álbumes de estudio
- 2006: The Dutchess
- 2017: Double Dutchess
- 2026: Triple Dutchess

## Giras
Principales
- Verizon VIP Tour (2007)

Como acto de apertura
- FutureSex/LoveShow (2007)
- The Police Reunion Tour (2008)

## Filmografía
Películas o series en las que aparece Fergie ya sea interpretando un papel o como un cameo.
| Año       | Título                                  | Papel                                                       | Otros datos                                                   | Género                                   |
| --------- | --------------------------------------- | ----------------------------------------------------------- | ------------------------------------------------------------- | ---------------------------------------- |
| 1983      | Charlie Brown & Snoopy                  | Sally Brown                                                 | Voz del personaje                                             | Animación/Familiar (serie de televisión) |
| 1984-1989 | Kids Incorporated                       | Fergie                                                      | Personaje principal                                           | Serie de televisión infantil             |
| 1984      | It's Flashbeagle, Charlie Brown         | Sally Brown                                                 | Voz del personaje                                             | Animación/Familiar/Musical               |
| 1985      | Snoopy's Getting Married, Charlie Brown | Sally Brown                                                 | Voz del personaje                                             | Animación/Familiar                       |
| 1986      | Mr. Belvedere                           | Beth                                                        | Episodio de televisión                                        | Serie de televisión                      |
| 1986      | Monster in the Closet                   | Lucy                                                        |                                                               | Comedia/Terror                           |
| 1994      | Matrimonio con hijos                    | Ann                                                         | Episodio de televisión                                        | Serie de televisión                      |
| 1995      | California Dreams                       | Christy                                                     | Episodio de televisión                                        | Serie de televisión                      |
| 1998      | Outside Ozona                           | Ella misma                                                  |                                                               | Serie infantil                           |
| 2005      | Las Vegas                               | En el episodio "2x07 Los Montecito Lancers" como Ella misma | Episodio de televisión                                        | Acción                                   |
| 2005      | Be Cool                                 | Ella misma                                                  |                                                               | Comedia                                  |
| 2006      | Poseidón                                | Gloria                                                      | Fergie canta Bailamos y Won't let you fall                    | Acción/Aventura                          |
| 2007      | Planet Terror                           | Tammy Visan                                                 | Mitad de la película Grindhouse dirigida por Robert Rodriguez | Acción/Terror                            |
| 2008      | Madagascar 2: Escape de África          | Novia Hipopótama                                            | Voz del personaje                                             | Animación infantil                       |
| 2009      | Nine                                    | Saraghina                                                   |                                                               | Musical                                  |
| 2009      | Arthur and the Revenge of Maltazard     | Replay                                                      | Voz                                                           | Animación                                |
| 2010      | Marmaduke                               | Jezabel                                                     | Voz                                                           | Comedia                                  |
| 2012      | Kick Buttowski: Suburban Daredevil      | April                                                       | Voz del personaje; Episodio: "Bromance"                       | Animación                                |

## Premios y nominaciones
Fergie ha ganado premios como los AMA, MTV, Kids Choice Awards, Grammy, entre otros. En la mayoría ganando en las categorías de "Mejor Artista del año", "Mejor Artista Femenina del año" o "Canción del Año". Su sencillo con mayor proyección hasta el momento es Big Girls Don't Cry.
| Año  | Premiación                        | Categoría                              | Trabajo nominado         | Resultado |
| ---- | --------------------------------- | -------------------------------------- | ------------------------ | --------- |
| 2007 | Billboard Music Awards            | Artista del Año                        | Fergie                   | Nominada  |
| 2007 | Billboard Music Awards            | Artista Femenina del Año               | Fergie                   | Ganadora  |
| 2007 | Billboard Music Awards            | HOT 100 Artistas del Año               | Fergie                   | Nominada  |
| 2007 | Billboard Music Awards            | HOT 100 Artista Femenina del Año       | Fergie                   | Ganadora  |
| 2007 | Billboard Music Awards            | Mejor Canción Digital de un Artista    | Fergie                   | Ganadora  |
| 2007 | Billboard Music Awards            | Artista Pop 100 del Año                | Fergie                   | Ganadora  |
| 2007 | Billboard Music Awards            | Canción Pop 100 del Año                | Fergie                   | Ganadora  |
| 2007 | Billboard Music Awards            | Mejor Canción Digital                  | Big Girls Don't Cry      | Ganadora  |
| 2007 | MuchMusic Video Awards            | Mejor Video Internacional - Artista    | Fergalicious             | Ganadora  |
| 2007 | MuchMusic Video Awards            | Artista Internacional Favorita         | Fergie                   | Nominada  |
| 2007 | Teen Choice Awards                | Artista Femenina                       | Fergie                   | Ganadora  |
| 2007 | American Music Awards             | Mejor Artista Femenina Pop/Rock        | Fergie                   | Ganadora  |
| 2007 | MTV Australian Video Music Awards | Video Más Sexy                         | Fergalicious             | Ganadora  |
| 2007 | Los Premios MTV Latinoamérica     | Mejor Artista Nuevo — Internacional    | Fergie                   | Ganadora  |
| 2007 | World Music Awards                | Mejor Artista R&B Vendido              | Fergie                   | Nominada  |
| 2007 | World Music Awards                | Mejor Nuevo Artista Vendido            | Fergie                   | Ganadora  |
| 2007 | MTV Video Music Awards            | Artista Femenina del Año               | Fergie                   | Ganadora  |
| 2008 | MTV Video Music Awards Japan      | Mejor Video Femenino                   | Big Girls Don't Cry      | Ganadora  |
| 2008 | MTV Video Music Awards Japan      | Mejor Video Pop                        | Clumsy                   | Nominada  |
| 2008 | Premios Juno                      | Mejor Álbum Internacional              | The Dutchess             | Ganadora  |
| 2008 | Much Music Video Awards           | Video más visto                        | Big Girls Don't Cry      | Nominada  |
| 2008 | Much Music Video Awards           | Mejor Video Internacional              | Clumsy                   | Nominada  |
| 2008 | Grammy Award                      | Mejor interpretación vocal femenina    | Big Girls Don't Cry      | Nominada  |
| 2008 | NRJ Music Awards                  | Artista Internacional Femenina del Año | Fergie                   | Nominada  |
| 2008 | MTV Asia Awards                   | Artista Internacional Favorita         | Fergie                   | Nominada  |
| 2008 | MTV Asia Awards                   | Video Star                             | Clumsy                   | Nominada  |
| 2008 | Nickelodeon Kids Choice Awards    | Cantante Femenina Favorita             | Fergie                   | Ganadora  |
| 2008 | People Choice's Awards            | Cantante Femenina Favorita             | Fergie                   | Nominada  |
| 2008 | People Choice's Awards            | Canción Pop Favorita                   | Big Girls Don't Cry      | Nominada  |
| 2009 | People Choice's Awards            | Canción Favorita                       | Labels or Love           | Nominada  |
| 2009 | MTV Video Music Awards Japan      | Mejor Colaboración                     | Party people (con Nelly) | Ganadora  |
| 2009 | Teen Choice Awards                | Summer:Celebrity Dancer                | Fergie                   | Nominada  |
| 2009 | Premios del Sindicato de Actores  | Mejor reparto                          | Nine                     | Nominada  |